# 完顏可喜
完颜可喜，金国宗室，后因谋逆伏诛。

## 传记

### 早年
完颜可喜，因为是宗室子弟，官至唐括部族節度使，降为忻州刺史。完颜亮遣使者殺他，可喜听说金世宗即位，立刻棄州投奔金世宗，與其兄歸化州刺史完颜阿鄰在中都會面。这時，弟完颜阿瑣代理中都留守事，可喜对阿鄰说：「阿瑣愚笨，恐不能安抚治理，我想稍留一段时间来帮助他。」阿鄰先离开了。可喜留中都，听说世宗从東京出发，于是在麻吉鋪迎接。被任命为兵部尚書，佩金牌，带兵前往南京。行至中都，听说南京已平定，就停止了行军。

### 大定二年政变
完颜可喜才干武艺過人，狠毒好作亂，自以为是完颜阿骨打的孙子，頗有異志。世宗刚到中都时，繁忙多事，对扈從諸軍没有时间行賞，或有怨言。昭武大將軍完颜斡論，正隆末，受詔佩金牌，得到河南兵四百人，在歸化監完顏彀英軍，驻扎在彰德。遇到獨吉和尚持大定赦文到来。和尚请人邀请他，斡論不聽，率兵來迎战，和尚也用所带的蒲輦兵，列陣等待斡論。斡論兵都不肯作戰，于是就請降。和尚邀请他进入相州，收了他的甲兵，设酒劳军，斡論借口腹疾，不肯喝。到了夜里，已点燈，斡論还時時出門，和他的心腹密謀，想要擒拿和尚。刚准备武器时，和尚发觉，佯装不知，让自己的随從紧跟着伺候，斡論无法行动。金世宗到达中都近郊，斡論前去晋见，皇帝也撫慰了他。斡論很自满，原来没有投降的意思。河南統軍司令史斡里朵，為人狡險，喜欢惹事，斡論取兵于河南統軍使陁滿訛里也，斡里朵與他一起来，都感到不安。同知延安尹李惟忠，参与熙宗弑逆的事，构陷殺害了韓王完颜亨，世宗疏斥了他。同知中都留守完颜璋，当初自領的这个职务，世宗因此也委任了他。完顏布輝為副統，因罪解職，居住在京師。於是可喜、斡論、李惟忠、斡里朵、璋、布輝謀，想乘扈從軍士怨望作亂。斡論说：「押軍猛安沃窟刺，一定不会违背我。」惟忠说：「惟忠曾经担任神翼軍總管，有兩銀牌尚在，可以假传军令发内库财物賞给士兵。萬戶高松和我是旧友，必定听从我的意见。」眾人说：「若得此軍，舉事就没什么困难了。」斡論前往約沃窟刺，沃窟刺同意了。惟忠游说高松，高松不聽。
大定二年正月甲戌，金世宗拜謁先帝陵墓，可喜半途稱病回去了。乙亥夜，召集了斡論、惟忠、斡里朵、璋、布輝在他家聚会，沃窟刺带兵赴会，璋曰：「现在得不到高松軍，事不能成功了。」可喜、璋、布輝于是擒斡論、惟忠、斡里朵、沃窟刺，到有司自首。下詔獄之后，可喜不肯承认自己是始謀，等到和斡論当面对质，然后才认罪。世宗念兄弟少，太祖孫只有几个人健在了，感到悲伤。詔只处罚可喜一人，他的兄弟子孫都不牵连。于是誅杀斡論、惟忠、斡里朵、沃窟刺等人，把沃窟刺手下的謀克士卒都放了。委任完颜璋彰化軍節度使，布輝浚州防禦使。辛巳，詔告天下。这一天，賜扈從萬戶銀百兩，猛安五十兩，謀克絹十匹，甲士絹五匹、錢六貫，阿里喜以下赏赐各有不同。

## 家庭
父：完颜宗强，名 阿鲁
兄：完颜爽，名 阿鄰
弟：完颜阿瑣